# Alexandre de Saint-Genis
Alexandre Bourges Saint-Genis, né le 29 novembre 1772 à Libourne et mort le 19 septembre 1834 à Libourne, est un ingénieur des Ponts et Chaussées français.

## Biographie
Élève de l'École polytechnique en 1794, il fait partie de l'expédition d'Égypte.
Ingénieur des Ponts et Chaussées, il coopère à lever des plans de tous les monuments antiques et à l'étude du canal du Nil à la mer Rouge. Il explore la vallée des Rois avec Devilliers, Jollois et Corabœuf. 
Il fait partie de la commission dirigée par Costaz en Haute-Égypte. Il découvre Panapolis.
En pénétrant dans une tombe de la vallée des Rois, il fait une découverte bouleversante : il aperçoit pour la première fois, sur les parois, non plus des dieux, des pharaons, des prêtres et des soldats, mais des gens ordinaires en train de chasser, pêcher, semer leurs champs ou cuisiner.
Sa tombe se trouve au cimetière de la Paillette de Libourne.